# Mikael Aggefors
Mikael Aggefors (født d. 20. januar 1985 i Stockholm) er en svensk håndboldspiller, som spiller i Aalborg Håndbold og på Sveriges håndboldlandshold.